# Skogshäst

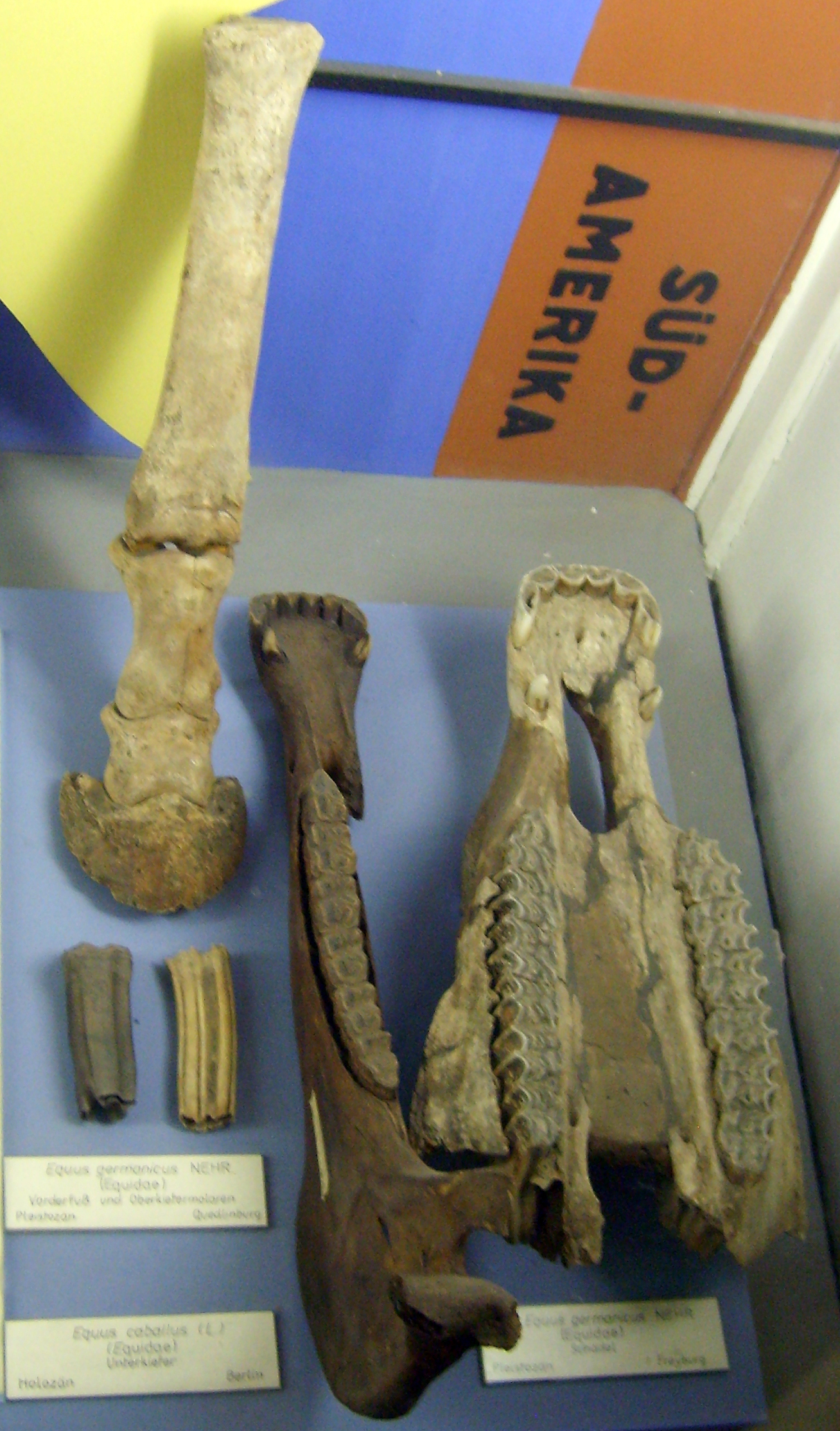
Ben av "Equus caballus germanicus".

Skogshäst är ett samlingsnamn för en förhistorisk mycket stor och tung vildhäst som antas ha levt i norra Europa under sen pleistocen. Modern forskning förkastar dock denna hypotes som ogrundad.

## Historia
Skogshästen beskrevs av Nehring 1884 som Eqcus germanicus utifrån fossila lämningar från sen pleistocen för att särskilja dessa från medelstora förhistoriska hästar från samma period som han beskrev som Equus remagensis. Germanicus trodde man härstammade från den så kallade dulivianska hästen (Equus silvaticus). Denna forskning anses idag vara föråldrad och eftersom det inte finns några specifika morfologiska skillnader placerar idag många auktoriteter dessa stora nordeuropeiska hästar inom arten Przewalski (Equus przewalskii).
Förhistoriska fynd har visat att det har funnits stora tunga hästar i norra Europa ända sedan pleistocen för cirka 1 miljon år sedan, dock finns det inget som styrker att dessa hästar levde här från början. Från mellersta pleistocen ser man en gradvis ökning i storlek hos vildhästen i nordeuropa vilket var en anpassning till ett kallt och fuktigt klimat.

## Kritik
Den forskning om hästens mitokondriella DNA som genomförts visar, att den vitt spridda uppfattningen att fenotypiska indelningar baserade på postulerade olikartade vilda populationer, exempelvis tundrahästar eller skogshästar är felaktig.